# Artchil Arveladze
Artchil Arveladze (en géorgien : არჩილ არველაძე), né le 22 février 1973 à Tbilissi, est un footballeur géorgien. Ses frères Revaz Arveladze et Shota Arveladze sont également footballeurs.

## Équipe nationale
- 32 sélections et 6 buts en équipe de Géorgie entre 1994 et 2002